# Obaga de Costes
L'Obaga de Costes, és una obaga del terme municipal de Conca de Dalt, al Pallars Jussà, a l'antic terme de Toralla i Serradell, en el territori del poble de Serradell.
Està situada al vessant meridional de l'extrem de llevant de la Muntanya de Sant Aleix, a l'esquerra del barranc de les Boïgues. És al nord-oest de l'extrem de ponent del Serrat del Ban, just al nord del paratge de Boïgues.